# Apollo (podnik)
Apollo byla rakousko-uherská akciová společnost na výrobu minerálních olejů se sídlem v Prešpurku.
V roce 1895 bylo v Budapešti rozhodnuto vybudovat rafinerii v Bratislavě u Mlynské zahrady. Ropná rafinerie Apollo byla uvedena do provozu v roce 1896.
Nový a moderní závod patřil svou rozlohou k druhé největší rafinérii minerálních olejů v monarchii. Vyráběl benzín, petrolej, parafín, svíčky, vazelínu, asfalt, dokonce i umělý led. Areál rafinerie, lidově zvané „Apollka“ se nacházel v místech současného severního nájezdu na most Apollo. Po vzniku Československé republiky se spojil s Moravskou těžební společností a s Rafinériemi Šumperk a provozoval svou vlastní obchodní společnost Apollo-Nafta. V době Slovenské republiky (1939–1945) závod vlastnila Dynamit Nobel AG Bratislava a IG Farben, později Deutsche Erdöl Aktiengesellschaft (= DEA). Dne 16. června 1944 podlehlo 80 % závodu bombardování amerického letectva. Na základě Benešových dekretů byla rafinerie v r. 1946 znárodněna a začleněna do národního podniku „Slovenské rafinérie minerálnych olejov“ (česky Slovenská rafinerie minerálních olejů). Od roku 1949 nesl označení národní podnik Slovnaft (dnes Slovnaft a. s.) Na původním místě se rafinérie Apollo nacházely až do roku 1963, kdy následovalo přeložení výroby z lokality Mlýnské Nivy do nové za městem ve Vlčím hrdle.

## Historie
Rakousko-uherské ropné rafinérie se zakládaly jednak přímo v místě těžby, v místech železničních uzlů nebo v blízkosti nejlevnější dopravní možnosti – říčních přístavů podél toku Odry, Labe a Dunaje (např. Naphtha-Aktiengesellschaft „Galicia“, Petroleum-Licht- und Kraft-Gesellschaft „Limanova“, Maschinenöl- und Paraffinfabrik Gartenberg & Schreiner „Niegłowice“ (Jasło), David Fanto & Co „Pardubice“). Starší rafinérie se nacházely v přístavu Fiume a Terst. V roce 1903 byla založena obchodní kartelová společnost „Petrolea AG“. V roce 1911 vlastnilo Rakousko-Uhersko 25 ropných rafinerií, jen na území Haliče (Galizien) se jich nacházelo 14, 11 větších pak v Uhersku.

### Výroba Apollo-svíček
Nejstarší továrna na stearinové svíčky fungovala od roku 1834 v Paříži, druhá od roku 1835 v Berlíně (firma Milly & Motard). V roce 1837 založil G. de Milly první továrnu na výrobu stearinových svíček také v habsburské monarchii – v Liesingu u Vídně (od roku 1858 firma F. A. Sarg). Jako první v Rakousku zavedla rovněž v roce 1837 tovární výrobu stearinových svíček firma „Gebrüder Schrader“ ve Steinhofu u Vídně (od roku 1839 firma Apollo). V roce 1845 se nacházelo v habsburské monarchii již devět továren na výrobu stearinových svíček. Ale značky „Milly“ a „Apollo“ ovládaly do poslední čtvrtiny 19. století většinu trhu. Nástup levného parafínu a cenově dostupných parafínových svíček je spojen až se začátkem druhé poloviny 19. století, kdy byl získáván z ropných frakcí. V nalezištích ropy (zejména doly Boryslaw a Dzwieniasz, Ploješť-Slănic), se vyskytoval ozokerit k výrobě ceresinu, jehož užitné vlastnosti parafín předčily. Ten také začala využívat k výrobě svíček i firma „Erste Österreichische Seifensieder-Gewerke-Gesellschaft Apollo“, která v roce 1911 fúzovala s firmou Schicht na výrobu mýdla („Erste österreichische Seifensieder-Gewerksgesellschaft APOLLO Ges.m.b.H.“, 1943 Oesterreichische Schicht AG Werk Simmering).

### Založení rafinérií Apollo
Dne 9. dubna 1895 se konala v Budapešti v budově akciové společnosti „Vaterländische Bank“ zakládající valná hromada společnosti „Apollo-Mineralöl-Raffinerie A. G.“ s počátečním kapitálem 2 miliony korun a 10 000 akciemi, na které bylo zvoleno představenstvo (generální rada) a dozorčí rada. Gen. ředitelem byl zvolen župan (maďarsky főispán, německy Obergespan) Julius v. Szalavßky. V této době měla společnost v Prešpurku (Bratislavě) u Dunaje zakoupený pozemek a započala se stavbou.
V srpnu 1895 (při zahájení provozu) kotvilo v přístavišti 6 tankerů, vyrobených Maďarskou lodní stavitelskou a strojírenskou společností „Danubia“ (Ungarische Schiffbau- und Maschinenfabriks-Aktiengesellschaft „Danubia“), jež měly přivážet po Dunaji ruskou ropu (z Batumi) z černomořského přístavu Sulina. Po železnici přepravovalo 108 vlakových cisteren haličskou (Borislaw-Tustanovice, Schodnica-Krosno) a rumunskou ropu (Policiori-Glodeni, Campina-Buștenari-Moreni).
V roce 1896 nesměl chybět její stánek (č. 112) na Tisícileté výstavě v Budapešti (Budapester Millenniumsausstellung 1896), kdy si Maďaři připomínali tisícileté výročí příchodu do Karpatské kotliny. Prešpurská ropná rafinérie „Apollo“ patřila v té době k druhé největší v monarchii.
Každá denní zásilka ropy se přečerpávala do 11 velkých nádrží (jedna pojala 35 000 metrických centů, celkem 385 000 q ropy). Odsud se stáčela do deseti destilačních zařízení. Destiláty se uchovávaly ve 20 podzemních nádržích, vedle nichž stály parní pumpy, strojovna a vlastní elektrárna. Na vlastní rafinérnu s dvěma věžemi (kolonami) navazovala expedice benzínu a petroleje. Další průmyslová zařízení sloužila k uchování a zpracování ropného odpadu.
V centru továrny se nacházela velká parní kotelna se 77 m vysokým komínem (tehdy nejvyšším v monarchii). Samostatnou skupinu budov tvořily rafinérie mazacích olejů (Schmieröle) se skladovacími cisternami. Celý areál zásobovala vodou vodárenská věž s mohutnou vodní nádrží. Všech 64 továrních budov pokrýval z protipožárních důvodů vlnitý plech. Budovy k výrobě parafínu se nacházely ve výstavbě. Posledním výrobním zařízením pro zpracování ropného odpadu byla výrobna asfaltu a koksu.
Celý závod se skladištěm, výrobou modře natřených barelů a expedicí propojovaly trojité koleje. Nechyběly ani administrativní budovy a obytné domy pro vedení, úředníky a dělníky. „Apollo“ se rozprostíralo na ploše 160.000 m², přičemž přiléhající část nezastavěného pozemku měla sloužit k budoucímu rozšíření výroby. V říjnu 1897 byla zahájena výroba parafínu a svíček. V roce 1902 závod vyhořel.

## Apollo - československé rafinérie minerálních olejů
Po vzniku Československé republiky zůstaly na jejím území rakouské rafinérie: Rafinérie David Fanto a spol. – Pardubice (zal. r. 1889), Bohumínská rafinérie, a. s. – Nový Bohumín (zal. r. 1888), Přívozská rafinérie minerálních olejů – Přívoz (za. r. 1889), Rafinérie minerálních olejů Lederer a spol. – Kralupy (zal. r. 1900), Rafinérie minerálních olejů Šumperk (zal. r. 1895), Kolínská rafinérie petroleje – Kolín (zal. r. 1901) a na Slovensku Rafinérie Apollo – Bratislava, tzv. bratislavská Apollka (zal. r. 1895).
Vedení akciové společnosti Apollo, rafinérie minerálních olejů („Apollo“ Mineralöl-Raffinerie Aktien-Gesellschaft) svolalo do bratislavského závodu na 1. prosince 1921 své 25. valné shromáždění na desátou hodinu dopoledne a 26. valné shromáždění na jedenáctou hodinu dopoledne. Valných hromad se mohli zúčastnit jen ti akcionáři, kteří nejpozději 8 dní před 1. prosincem 1921 svoje akcie uložili v podnikové pokladně společnosti Apollo v Bratislavě nebo u filiálky „Moravské agrární a průmyslové banky“ v Bratislavě.

### Program 25. valné hromady
1. Předložení výroční zprávy generální rady, závěrečná účetní uzávěrka a bilance za finanční rok 1920/21 dozorčí rady
2. Usnesení vyvozené na podkladě účetní uzávěrky a předložené bilance, rozdělení zisku a udělení absolutoria generální a dozorčí radě
3. Založení společnosti jako československé akciové společnosti
4. Zplnomocnění ředitelství společnosti k vyřízení nostrifikačních dokumentů ve smyslu ministerského přípisu plnomocného pro Slovensko, oddělení obchodu, řemesel a průmyslu č. 4663/1921
5. Stanovy pro penzionování úředníků
6. Volná diskuze[9]

### Program 26. valné hromady
1. Předložení výroční zprávy generální rady, závěrečná účetní uzávěrka a bilance za finanční rok 1920/21, jakož i zpráva dozorčí rady
2. Usnesení vyvozené na podkladě účetní uzávěrky a předložené bilance, rozdělení zisku a udělení absolutoria generální a dozorčí radě
3. Volba generální rady
4. Volba dozorčí rady[9]

### Spojení rafinérií Apollo a Moravské těžební společnosti
V roce 1917 vyjednal notář L. Odstrčil s jednatelem polské společnosti Juliem Muscolinim prodej části svých kutisek u Hodonína. Společnost „Vulkan" („Vulkan" Rohöl-Bergbau Ges. m. b. H.) pod vedením Hermanna Rosenblatta (Wien, Bellariastraße 6) a Julia Muscoliniho (Wien, Strozzigasse 1.) předala těžební práva dceřiné společnosti „I. Mährische Bergbau Gesellschaft“ (I. Moravská těžařská společnost s r. o.) se sídlem ve Vídni. Ta po vzniku Československa převedla sídlo firmy na čsl. území do Brna a v letech 1919–1925 prováděla těžbu na Hodonínsku.
Též Moravská těžařská společnost s r. o. v Hodoníně zaslala ministerstvu veřejných prací žádost ze dne 24. listopadu 1919 v níž prosí, by vláda pro případ, že by se zabývala myšlénkou zadávání naftových terainů, předložila jí návrhy, by jí poskytnuta byla možnost zúčastniti se porad, směřujících k intensivnímu pátrání po ložiskách olejových. Žádost tuto opírá posléze jmenovaná společnost o zkušenosti, kterých v tomto oboru nabyly její sesterské závody "Vulkan" a "Naftová společnost Fortuna".
Zasedání Národního shromáždění československého roku 1920

Moravská těžařská společnost, z poloviny majetek rakouský („Schodnica“ Aktiengesellschaft für Petroleum-Industrie) a z poloviny švýcarský („EOS“, Erdöl-Syndikat, nyní EOS Holding SA), nemohla těženou ropu zpracovávat v bývalých rakouských (haličských) rafinériích ve Schodnice (Schidnyzja u Lvova), takže začala vyjednávat s čsl. rafinériemi Apollo v Bratislavě. V roce 1925 akciová společnost „Rafinérie Apollo“ se sídlem v Bratislavě fúzovala s „I. Moravskou těžařskou společností“ a převzala všechna její kutiska u Hodonína. Akcionáři I. Mor. spol. dostali za svá pole a práva od Apolla 25.000 akcií firmy Apolla.
Akciovými společníky tehdejších rafinérií Apolla byli:
- Dr. Arnold Segal, zastupce společnosti „Société des Petroles de Dabrowa“ v Paříži, počtem 13.660 akcií, s absolutní většinou (693 hlasy)[13]
- Béni von Enyedy v Budapešti zastupoval 5.000 akcií (250 hl.)
- Jaques Theby zastupoval 600 akcií (30 hl.)
- Kornel Stodola, senátor, Bratislava 200 akcií (10 hl.)
- Julius Mayer 125 akcií (6 hl.)
- Moritz Blaugrund 125 akcií (6 hl.)[12]

V nové správní radě takto fúzované společnosti Apollo, rafinerie minerálních olejů, a. s. Bratislava, závodní správa dolů v Hodoníně („Apollo Mineralöl-Raffinerie A.G., Pressburg-Göding“) zasedali: předseda Petit Jean Pavel v Paříži a její členové:
- Ing. Béni von Enyedy de Nagyenyed, předseda uherské uhelné kreditní banky v Budapešti
- Henri Gollard Hortingar z Paříže
- Robert Cousin (Francouz)
- Univ. Prof., Dr. Josef Drachovský z Prahy
- Ing. Viktor Klasko ze Lwova
- Norbert Feith, gen. ředitel z Vídně
- Emil Homan von Herinberg z Vídně
- Josef Hucel
- Max Kantor z Vídně
- Dr. Ing. Josef Kavan z Prahy
- Arthur Kubie z Vídně
- Dr. Juraj Slávik, býv. ministr ČSR a vyslanec ve Varšavě
- Kornel Stodola, senátor a předseda obchodní komory v Bratislavě.[12]

Na počátku 30. let 20. století pracovalo na moravských nesytských ropných polích asi 28 vrtných věží. Provozovat je však firma mohla pod podmínkou, že nebude ropu vyvážet do zahraničí. Největší čsl. ropné doly se ale nacházely u obce Gbely na západním Slovensku.
Firma Apollo, rafinérie minerálních olejů, a. s. Bratislava se stala na Hodonínsku nástupkyní Moravské těžařské společnosti a majitelkou kutisek nejen v oblasti, rozprostírající se mezi Dubňany a Hodonínem, ale i státem smluvně propůjčeného státního kutiskového území, rozprostírajícího se jižně od naftových dolů Nesyt mezi železniční tratí Břeclav-Přerov a řekou Moravou až po Kostice. Vedle toho těžila zemní plyn, využívaný k pohonu důlních strojů a generátorů k osvětlování dolů. Nafta se čerpala do velkých nádrží na okraji města u dráhy, odkud se přečerpávala přímo do cisteren.

## Crédit Général des Pétroles - francouzský kapitál
Na výrobu výbušnin, sody, dusíkatých látek, umělého hedvábí, destilaci dřeva a zejména výrobu nafty měl v ČSR značný vliv zahraniční kapitál. Vedoucí postavení ve zpracování nafty držela společnost Apollo-Nafta, v níž největší podíl akcií patřil „Société Française des Pétroles de Tchécoslovaquie“, která však byla kontrolována společností „Société Française Industrielle et Commerciale des Pétroles“, holdingovou společností největšího olejářského koncernu „Standard Oil Company“.

### Ropná a palivová společnost Nova
Ropná a palivová společnost „Nova“ s ručením omezeným (založená v roce 1919 ve Vídni) se 31. prosince 1923 přeměnila na akciovou společnost (registrace 29. ledna 1924). Na valné hromadě 29. února 1928 rozhodla o fúzi: akciové společnosti „Schodnica“ („Schodnica“ Actien-Gesellschaft für Petroleum-Industrie), společnosti s ručením omezeným „Karpathia“ (Petroleum-Vertriebs-Gesellschaft m. b. H. „Karpathia“) pod novým názvem společnosti „Nova“ Öl- und Brennstoffgesellschaft AG. „Nova“, ropná a palivová akciová společnost patřila koncernu Credit General v Paříži, který mimo jiných kontroloval společnosti: „Malopolska“ (sloučené Galizische Karpathen Petroleum A. G., Lemberg, Fanto A. G., Lemberg, „Nafta" A. G., Lemberg, „Premier", Lemberg; Apollo Mineralöl-Raffinerie A. G., Bratislava, Mineralölraffinerie Mähr. Schönberg G. m. b. H., Mähr. Schönberg, Vaterländische Mineralölindustrie A. G., Budapest, atd.)

### Obchodní společnost Apollo-Nafta
Po první světové válce se haličská naftová akciová společnost Dombrowa (Dąbrowa AG) dostala do francouzských rukou („Société des Pétroles de Dabrowa in Paris“). V roce 1921 se holdingová společnost Dombrova, které patřila většina akcií haličské „Karpathen AG“, začala zajímat také o akcie ve společnosti Apollo, která ve skupině „Karpathen AG“ držela majoritu („Apollo-Mineralöl-Raffinerie- und Kerzen-Fabrik-Aktien-Gesellschaft“ in Preßburg, „Galizische Karpathen-Petroleum-Aktien-Gesellschaft“, Vaterländische Mineralöl-Industrie-Aktien-Gesellschaft in Budapest)..
Dne 18. února 1924 se v Praze konala ustavující valná hromada firmy „Dombrova, naftová akc. společnost“, náležející ke koncernu firmy „Société des Petroles de Dobrowa“, zabývající se prodejem výrobků ze šesti rafinerií náležejících ke koncernu »Dobrowa«. Mimo to hodlala obchodovat s čsl. rafinériemi »Apollo«, náležejícím k témuž koncernu. Do správní rady byli zvoleni: prezidentem Georges Pollet-Tiberghien, prezident Société des Pétroles de Dabrowa v Paříži, 1. viceprezidentem Ing. dr. Josef Kavan, civilní inženýr, docent technické vysoké školy v Praze, 2. viceprezidentem dr. Arnold Segal, petrol. průmyslník ve Lvově, členy generál Otakar Husák, ministr národní obrany a generální ředitel čsl. továrny na látky výbušné v Semtíně u Pardubic, Jacques Théry, administrateur délegué Société des Pétroles de Dubrowa v Paříži, Dr. Karel Loevenstein, generální ředitel firmy Škodovy závody, Praha, inž. Antonín Mikšíček (1861–1947), cukrovarnický národohospodář a ředitel Ústecké rafinerie cukru, a. s., Ing. Adolf Epler, ředitel firmy Měďárny-Čechy v Doksanech (dříve Kupferwerke Oesterreichs Actien-Gesellschaf v Neštědice-Povrly u Ústí nad Labem,) Karl Gottsttein, petrol. průmyslník, Vídeň. Ředitelem byl jmenován pan Evžen Fleischner z Prahy.
Slučování v polském petrolejovém průmyslu zasáhlo i na území Československé republiky. Společnost „Malopolska“, která již před tím pohltila skupinu „Premier“ (Rafinérie Šumperk), postupně převzala polské „Fantovy závody“, společnost „Naftu“ a skupinu „Dombrowa“ (Rafinérie Apollo). Toto sloučení vyvolalo další fúzi rafinérie Apollo v Bratislavě s rafinerií v Šumperku.
Dombrová (Dabrowa Holding AG), naftová akciová společnost v Praze, náležející ke skupině Crédit Général des Pétroles, Paris, konala 10. t. m. (listopadu 1928) mimořádnou valnou hromadu, na níž bylo usnesené přeměniti jméno společnosti na Apollo-Nafta, obchodní akciová společnost, zvýšit akciový kapitál z 1 000 000 na 2 000 000 Kč a přiřaditi k zmíněnému podniku prodejní organisace z téhož koncernu, totiž fy. Apollo-Nafta, obchodní společnost s r. o. v Bratislavě, a »Premier«, prodejní společnost výrobků minerálních olejů, spol. s r. o. v Šumperku.
Venkov, orgán České strany agrární 1928
V listopadu roku 1928 došlo k další koncentraci kapitálu skupiny „Credit Generale des Petroles“ v Paříži. Na mimořádné valné hromadě akciové společnosti „Dombrova-Nafta“ (Dombrowa-Naphtha AG) došlo k fúzi dosud samostatných olejářských prodejních společností: obchodní společnosti Apollo-Nafta v Bratislavě („Apollo-Naphtha“ Handelsgesellschaft m. b. H. in Preßburg) a „Premier“ v Šumperku („Premier“ Mineralölprodukte-Vertriebsgesellschast m. b. H. in Mähr.-Schönberg). Tímto sloučením byl veškerý domácí prodej prováděn koncernem „Dombrova“. Název společnosti zněl: „Apollo-Nafta, obchodní akciová společnost“ v Praze (Apollo-Naphtha Handels-A. G. in Prag). Ředitelem byl zvolen Norbert Feith.

### Fúze Credit General - Dombrowa
V srpnu 1930 společnost „Dombrowa“ (Societe des Petroles de Dabrowa) na mimořádné valné hromadě rozhodla o fúzi s olejářskou obchodní a finanční společností „Credit General des Petroles“, které předala všechny své akcie. Ty pak nástupní společnost rozdělila v poměru 5:1. Aktiva společnosti „Dombrowa“ sestávala především z akcií společnosti „Malopolska“ (Société Française des Pétroles de Malopolska). Credit General se tak stala druhou největší akciovou společností koncernu „Malopolska“ a skrze fúzi získala hlavní vliv na její podniky v Československu. Credit General v Československu kontroloval rafinérie Apollo v Bratislavě (Apollo-Mineralöl. A. G.).

### Fúze Credit General - Malopolska
Dne 1. dubna 1932 konaly obě olejářské společnosti „Credit General“ a „Malopolska“ mimořádnou valnou hromadu, na které bylo rozhodnuto o převzetí společnosti Malopolska akciovou společností „Credit General des Petroles“ v Československu (Société Française des Pétroles de Tchécoslovaquie, Paris), o navýšení kapitálu a rozpuštění společnosti Malopolska. V roce 1934 získala „Credit General des Petroles“ v Československu většinu akcií v Apollo, rafinérie minerálních olejů v Bratislavě. V dubnu 1936 se podařilo dokončit reorganizaci obou koncernů
„Credit General des Petroles“ a „Malopolska“, kdy skupina francouzských, belgických a švýcarských průmyslníků převzala společnost Société Française Industrielle et Commerciale des Pétroles, kontrolovala tak svoji dceřinou společnost v Československu. Société Française des Pétroles Tchecoslovaquie vlastnila celý kapitál obchodní akciové společnosti Apollo-Nafta (Apollo-Nafta Handels AG. in Prag), která měla majoritu v rafinériích Apollo v Bratislavě.

## Fúze rafinérií Bratislava a Šumperk
Ředitelství akciové společnosti Apollo, rafinerie minerálních olejů v Bratislavě („Apollo, Mineralölraffinerie A. G., Bratislava, Slovakia“) svolalo do své kanceláře v Bratislavě na Čulenově ul. 3 na 28. prosince 1928 v 11.00 hod. mimořádnou valnou hromadu, na níž se projednávalo zvýšení akciového kapitálu z 12 mil. Kč na 18 mil. Kč, fúze a převzetí majetku firmy „Rafinerie minerálních olejů Šumperk, spol. s r. o.“ (Mineralöl-Raffinerie Mährisch-Schönberg G. m. b. H. in Mährisch-Schönberg) od 1. ledna 1928 a příslušná úprava stanov.
Akcionáři, kteří se chtěli zúčastnit valné hromady, měli své akcie nejpozději do 20. prosince 1928 včetně uložit:
- v Bratislavě do pokladny akciové společnosti Apollo, rafinerie minerálních olejů na Čulenově ulici 3 nebo
- v Praze u Živnostenské banky a jejích poboček nebo Böhmische Escompte-Bank und Credit-Anstalt (BEBCA) a jejich poboček nebo
- ve Vídni u Niederösterreichische Escompte-Gesellschaft, 1. Bez., Am Hof 2[29]

### Apollo-Benzin
V roce 1928 se síť „tmavě modrých“ čerpacích stanic „Apollo-Benzin“ rozprostírala hlavně na jižní a jihozápadní Moravě: v Brně, Hodoníně (Göding), Velkém Meziříčí (Groß Meseritsch), Třebíči (Trebitsch), Bedřichově u Jihlavy (Friedrichsdorf), Třešti (Triesch), Telči (Teltsch), Dačicích (Datschitz), Slavonicích (Zlabings), Jemnici (Jamnitz), Vranově (Frain), Moravských Budějovicích (Mährisch Budwitz), Hrušovanech (Grusbach), Moravském Krumlově (Mährisch Kromau), Břeclavi (Lundenburg) a ve Znojmě (Znaim) na ulicích: Wienerstraße a Prager Straße. Skladiště a zastoupení měla ve městech: Břeclav, Znojmo (J. Kwiatkowski, Brandstraße 4), Dačice.
Firma Apollo nabízela rumunský benzín a její logo znělo: „Autobenzin rumänisch, Autoöl pennsylvanisch“ (APOLLO-BENZIN, PENNOIL-MOTOROIL).
Pražská »Apollo« držela od roku 1928 ve svých rukách odbyt bratislavské rafinérie a dodávala oleje do Čech a na Moravu. Většinu akcií Apolla měl až do roku 1934 koncern „Société Française des Pétroles de Tchécoslovaquie“, který ji toho roku předal pražské společnosti »Apollo«, jež za tím účelem zvýšila svůj akc. kapitál ze 2 na 20 mil. Kč. Bratislavská »Apollo« vlastnila kromě moderně vybavené a v roce 1936 rozšířené rafinerie vlastní naftové těžební podniky na Slovensku. Rafinovala hlavně zahraniční naftu.
Apollo-rafinérie minerálních olejů se závody Bratislava („Apollo Mineralölraffinerie A. G., Preßburg“) a Šumperk-Vikýřovice („Apollo, Mineralölraffinerie A. G., Weikersdorf“) se správou dolů v Hodoníně provozovala vlastní obchodní akc. společnost „Apollo-Nafta“, se sídly v Praze, Brně a Bratislavě. Československý průmysl minerálních olejů kryl převážnou část své potřeby ze surovinové základny v Rumunsku. Firma Apollo-Nafta v Bratislavě, jako majitelka velkých důlních oblastí na jižní Moravě, investovala proto do vyhledávání nových ložisek ropy a její těžby téměř 50 milionů Kč. Ropa těžená na území čsl. republiky neobsahovala látky, z kterých bylo možné vyrobit benzín. K tomu bylo zapotřebí chemického procesu metodou »štěpování« (krakování). V roce 1936 firma investovala do stavby vlastního krakovacího zařízení a započala s výrobou benzínu z tuzemské suroviny, těžené v Hodoníně a Gbelích. Ve stejném roce uvedla na trh nový benzin „Apollo-Oktan“.
Takto stoupá výkon Vašeho motoru - používáním novodobé pohonné látky - Krakovaný benzin značky APOLLO-OKTAN. K tomuto výborný
PREMIER-MOTOROIL. Tylo dva výrobky obdržíte u svého dodavatele, u všech APOLLO-čerpadel a skladech firmy APOLLO-NAFTA, obch. a. s., Praha-Brno-Bratislava.
Moravská orlice, 16.5.1937, s. 69
Nový naftový pramen. »Apollo« — rafinerie minerálních olejů — narazila na naftových polích v prostoru Bzenec — Ratiškovice ve hloubce asi 470 m na nové naftové prameny. Výsledky pokusné těžby nasvědčují tomu, že jest možno počítati asi s 10 tunami denní produkce tohoto pramene. Rovněž geologické složení tohoto naleziště odpovídá poměrům na dosavadních nejvydatnějších polích v Hodoníně a Gbelech. Z tohoto nálezu je zřejmé, že je skutečně možné zvýšiti těžbu tuzemské nafty, jsou-li vrtací práce prováděny odborně. Zákon o podpoře tuzemské těžby ropy, vydaný v dubnu minulého roku, není však dosud prakticky proveden, ačkoli pomoc skutečně poskytnutá by vedla k dalšímu zvýšení produkce zdejší nafty, neboť tato činnost za dnešních hospodářských poměrů jest možná jen s náležitou pomocí a pochopením vlády.
Venkov, orgán České strany agrární 1936

## Začlenění do válečného ropného průmyslu
V roce 1938 se akciová společnost „Apollo Mineralölraffinerie A.-G., Preßburg“ nacházela z valné části pod francouzskou kontrolou (Crédit Général des Pétroles S. A., Paris). Od jara 1939 se začalo v benzinářských kruzích proslýchat, že se již delší dobu jedná mezi říšskoněmeckými zájemci o převzetí akcií rafinerie Apollo v Bratislavě a její prodejní společnosti Apollo-Nafta v Praze. V odstoupeném pohraničí převzal celou řadu chemického průmyslu německý koncern I. G. Farben, což byl po zřízení Slovenské republiky případ i Apollo-Raffinerie v Bratislavě.
Bratislavská rafinerie olejů »Apollo« přechází do rukou a. s. Dynamit Nobel. A. S. Dynamit Nobel v Bratislavě, jejíž akciová majorita se nachází v Kolíně nad Rýnem, získala většinu ve společnosti »Apollo«, olejářské obch. společnosti v Praze, která má opět majoritu bratislavské rafinerie olejů »Apollo«. Tím přechází tato rafinerie, jak praví komuniqué ředitelství do sféry říšskoněmeckého produkčního plánování.
Hospodářský archiv, 12.08.1939
Na konci roku 1939 se tak Apollo-Nafta v Bratislavě dostala skrze berlínskou Deutsche Länderbank AG do německých rukou. Její akcie si rozdělily: 40% I. G. Farben a 60% Dynamit Nobel AG Bratislava (po znárodnění „Chemické závody Juraja Dimitrova“, r. 1995 Istrochem, a.s., r. 2006 Duslo a.s. v holdingu Agrofert). Spolupráce mezi Dynamit Nobel, Troisdorf (nepřímo i Dynamit Nobel, Bratislava) a IG Farben započala ale již v roce 1926, kdy se kartelově sloučily a započaly s budováním svých podniků v méně vyspělých státech střední a jihovýchodní Evropy.
Dynamit Nobel měla brzy rozhodující podíl v chemických závodech nejen v ČSR a Rakousku, ale také v Jugoslávii, Švýcarsku, Maďarsku a Rumunsku. Němečtí investoři zaujali v meziválečné době k bratislavské Dynamit Nobel v podstatě vyčkávající postoj. Již 14. října 1938 podepsala Dynamit Nobel, Bratislava a německá IG Farben v Budapešti smlouvu o budoucím prodeji podílů ve svých rakouských a dceřiných firmách.
Apollo-Nafta, obchodní akciová společnost v Praze, koncernový podnik firem I. G. Farbenindustrie A. G., Berlin, a akciová společnost Dynamit Nobel v Bratislavě, konala 29. května XVI. řádnou valnou hromadu. Bude vyplácena dividenda 24,— K na jednu akcii.
Venkov, orgán České strany agrární 1941
Nad čsl. ropným sektorem v Protektorátu Čechy a Morava převzala správu „Deutsche Erdöl-Aktiengesellschaft“ (DEA), od roku 1943 pak z nařízení říšského protektora její dceřiná společnost „Deutscher Mineralöl-Verkaufsverein“ GmbH se sídlem v Berlíně, do které spadaly mimo BZ (Bratři Zikmundové), též rafinérie v Kralupech, Apollo, Fantovy závody a Vacuum Oil Company. Již 5. září 1939 vydal protektorátní zmocněnec pro hospodaření s minerálními oleji vyhlášku č. 3, podle které mohly být pohonné látky odebírány v přidělených rajonech vybranými distribučními firmami:
- Okres Kladno a Plzeň firmami „Apollo-Nafta, Praha II.“;
- Okres Jičín, Hradec Králové a Pardubice firmami „Fantovy závody akc. spol., Praha XVI.“;
- Okres Mělník a Praha — západní břeh Vltavy firmami „Kralupské rafinerie minerálních olejů, Praha II.“;
- Východní břeh Vltavy, okres Kolín, Brno, okres Zlín, Prostějov, Kroměříž, Olomouc a Moravská Ostrava firmami „Vacuum Oil Company a. a.“;
- Okres Tábor, Klatovy, České Budějovice, Něm. Brod, Jihlava firmami „Bratři Zikmundové, Praha X.“

Pohonné látky mohly být prodávány z čerpadel, zásobovaných těmito firmami, a určených k dalšímu prodeji spotřebitelům. Výdej a odběr jinými firmami byl dnem 25. září 1939 zakázán. Válečná poptávka po pohonných hmotách vedla na území bývalého Československa k říšskoněmeckým investicím do produkce, do provádění hloubkových průzkumných vrtů a hloubkové těžby ropy.
Na Slovensku si „Deutsche Erdöl Aktiengesellschaft“ (= DEA, od r. 1970 Deutsche Texaco AG, r. 1988 RWE-DEA, r. 2015 Deutsche Erdöl AG) zajistila výhradní právo na průzkum a těžbu ropy a za tímto účelem si pronajala ropná pole u Gbel, později od „I.G. Farben“ získala i bratislavské rafinérie Apollo, stejně jako její rafinérie v nedalekém rakouském Schwechatu.

## Znárodnění a transformace po roce 1989

### Československé naftové doly
Na základě Benešových dekretů byla většina německých naftařských společností znárodněna. V roce 1945 vznikl nový ústřední státní podnik Československé doly, národní podnik, Praha s národními podniky:
- „Československé naftové závody“, národní podnik, Hodonín
- „Falknovské hnědouhelné doly“, národní podnik, Falknov
- „Jáchymovské doly“, národní podnik, Jáchymov
- „Ostravsko-karvinské kamenouhelné doly“, národní podnik, Moravská Ostrava
- „Příbramské rudné doly“, národní podnik, Příbram
- „Rosické a jihomor. uhelné doly“, národní podnik, Zastávka u Brna
- „Severočeské hnědouhelné doly“, národní podnik, Most
- „Středočeské uhelné a železorudné doly“, národní podnik, Kladno
- „Východočeské uhelné doly“, národní podnik, Trutnov
- „Západočeské uhelné doly“, národní podnik, Plzeň

Oblastní orgán (společný pro hornictví a pro průmysl výroby železa a barevných kovů): Bane a hute na Slovensku, národný podnik, Bratislava:
- „Rudné bane a huty na farebné kovy“, nár. podnik, Bánská Bystrica
- „Uhelné bane“, národný podnik, Prievidza
- „Železorudné bane“, národný podnik, Košice[43]

V roce 1958 těžilo na jižní Moravě 45 vrtných souprav. V roce 1968 se „Československé naftové doly“ federativně rozdělily na: národní podnik „Moravské naftové doly Hodonín“ (MND, od r. 1977 k.p. 12 sdružený pod koncernem NPP Bratislava) a národní podnik „Slovenské naftové závody“ — Nafta Gbely (SNZ), kdy Moravské naftové doly měly na starost průzkum a těžbu Nafta Gbely.

### Československé chemické závody
Rafinérie a distribuční společnosti byly začleněny pod Československé chemické závody:
- „Rafinerie minerálních olejů“, národní podnik Praha
- „Spojené farmaceutické závody“, n. p. Praha
- „Ostravské chemické závody“, n. p. Ostrava
- „Synthesia, chemické závody", n. p. Praha-Semtín
- „Spolek pro chemickou a hutní výrobu“, n. p. Praha
- „Spojené továrny na barvy a laky" n. p. Praha
- „Stalinovy chemické závody“, n. p. Horní Litvínov[45]

Oblastním orgánem se staly: „Chemické závody na Slovensku“, národný podnik, Bratislava se nár. podniky:
- „Chemické závody na Slovensku" národný podnik, Bratislava
- „Chemické závody DYNAMIT-NOBEL“, n. p., Bratislava
- „Lučobné a farmaceutické závody“, n. p., Bratislava
- „Slovenské rafinérie minerálnych olejov“, n. p., Bratislava
- „Závody pre chemickú výrobu“, n. p., Nováky[45][46]

Rafinerie minerálních olejů”, Pardubice (Ramo n. p.) se od roku 1951 nacházely pod centrálním národním podnikem „Benzinol“ (r. 1953 národní podnik Chema, r. 1958 Benzina). Vybombardované bratislavské rafinérie Apollo se staly součástí národního podniku „Slovenské rafinérie minerálnych olejov“, v roce 1949 přejmenovaný na národní podnik Slovnaft (Slovnaft, a.s., r. 2000 v holdingu MOL).
Od roku 1955 odebírala ČSSR ropu výhradně ze SSSR. Výstavba ropovodu Družba byla svěřena národnímu podniku Benzina. První úseky vedly do rafinerií v Kralupech, Litvínově (Chemické závody Záluží) a Bratislavě (Slovnaftu). K distribuci pohonných hmot využívala Benzina produktovodu mezi Chemickými závody Záluží a skladem Benziny v Roudnici nad Labem, později vedl produktovod též z bratislavského Slovnaftu do Loukova a Šlapanova. Jižní Moravu zásoboval od 70. let velkosklad v Kloboukách a ve Střelicích u Brna (nyní Čepro). Na jaře 1994 proběhla likvidace státního podniku Benzina, který se začlenil do holdingu Unipetrol. Produktovody převzala akciová společnost Čepro.